# Ligne Tōzai du métro de Sendai
Pour les articles homonymes, voir Ligne Tōzai.
La ligne Tōzai (東西線, Tōzai-sen) est une ligne du métro de Sendai au Japon. Elle relie la station de Yagiyama-Dōbutsu-Kōen à celle d'Arai. Longue de 13,9 km, elle traverse Sendai d'est en ouest en passant par les arrondissements de Taihaku, Aoba, Miyagino et Wakabayashi. Sur les cartes, la ligne est identifiée avec la lettre T et sa couleur est bleu ciel.

## Histoire
La construction de la ligne Tōzai a débuté en 2004. Elle a été inaugurée le 6 décembre 2015.

## Caractéristiques

### Ligne
- Écartement : 1 435 mm
- Alimentation : 1 500 V par caténaire
- Vitesse maximale : 75 km/h

### Tracé
|  |

### Liste des stations

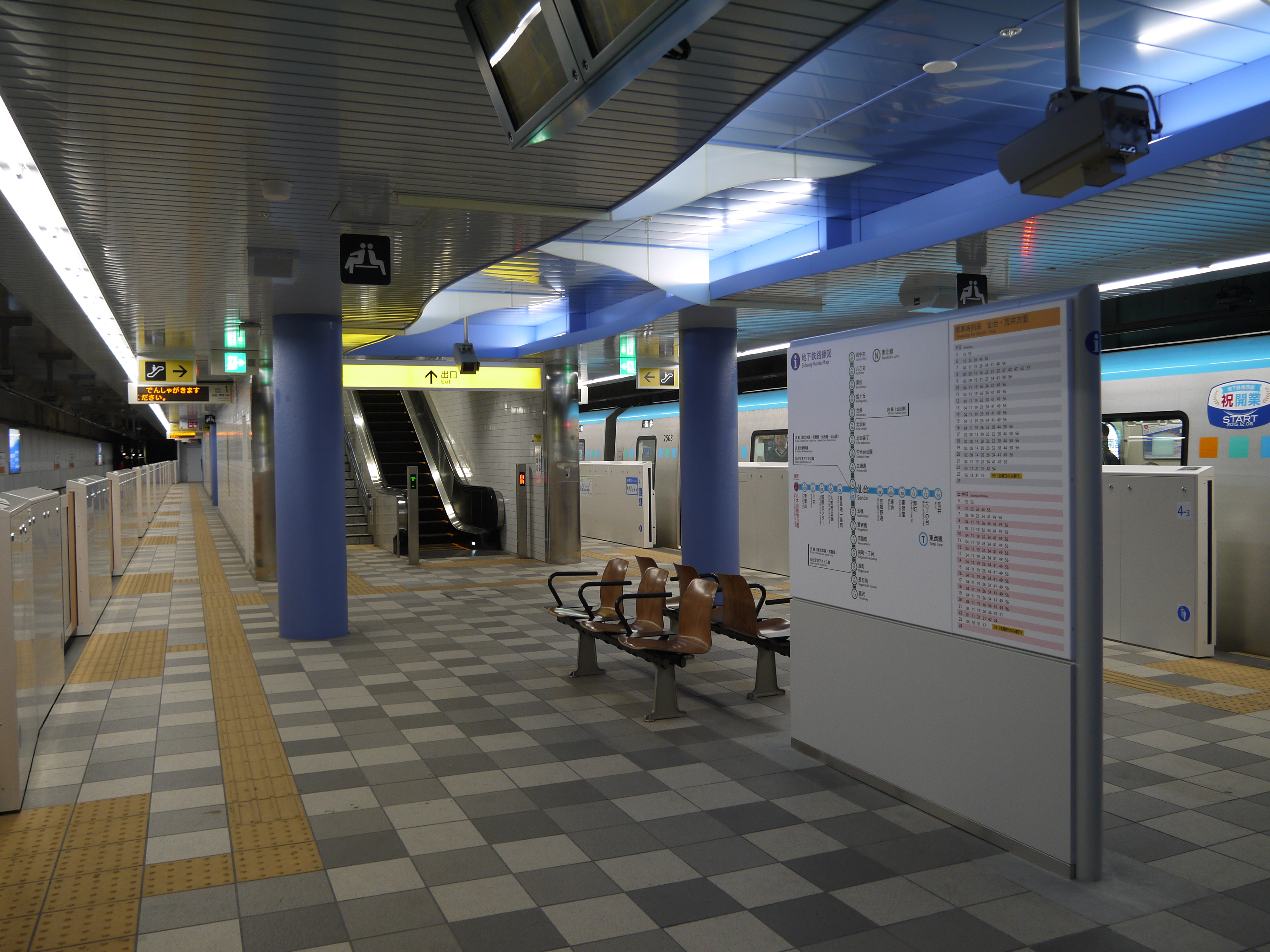
La ligne Tōzai à Yagiyama-Dōbutsu-Kōen

La ligne Tōzai comporte 13 stations, identifiées de T01 à T13.
| Numéro | Station                                          | Nom japonais   | Distance (km) | Correspondances | Arrondissement |
| ------ | ------------------------------------------------ | -------------- | ------------- | --- | -------------- |
| T01    | Yagiyama-Dōbutsu-Kōen (Parc zoologique Yagiyama) | 八木山動物公園 | 0             | | Taihaku        |
| T02    | Aobayama                                         | 青葉山         | 2,1           | | Aoba           |
| T03    | Kawauchi (ja)                                    | 川内           | 3,7           | | Aoba           |
| T04    | Kokusai Center (Centre international)            | 国際センター   | 4,3           | | Aoba           |
| T05    | Ōmachi Nishi Kōen                                | 大町西公園     | 5,0           | | Aoba           |
| T06    | Aoba-dōri Ichibanchō                             | 青葉通一番町   | 5,7           | | Aoba           |
| T07    | Sendai                                           | 仙台           | 6,5           | Métro de Sendai : Namboku JR East Shinkansen : Akita, Tōhoku JR East : Jōban, Senseki, Senzan, Tōhoku Sendai Airport Transit : Aéroport de Sendai | Aoba           |
| T08    | Miyagino-dōri                                    | 宮城野通       | 7,2           | | Miyagino       |
| T09    | Rembo                                            | 連坊           | 8,4           | | Wakabayashi    |
| T10    | Yakushidō                                        | 薬師堂         | 9,5           | | Wakabayashi    |
| T11    | Oroshimachi                                      | 卸町           | 11,0          | | Wakabayashi    |
| T12    | Rokuchōnome                                      | 六丁の目       | 12,3          | | Wakabayashi    |
| T13    | Arai                                             | 荒井           | 13,9          | | Wakabayashi    |

## Matériel roulant
La ligne Tōzai utilise, depuis 2015, des rames de métro série 2000. Ces rames ont la particularité d'être propulsées par des moteurs électriques linéaires.